# Селеджень (Ясси)
Селеджень, Селеджені (рум. Sălăgeni) — село у повіті Ясси в Румунії. Входить до складу комуни Грозешть.
Село розташоване на відстані 323 км на північний схід від Бухареста, 36 км на південний схід від Ясс.

## Населення
За даними перепису населення 2002 року у селі проживали 90 осіб, усі — румуни. Усі жителі села рідною мовою назвали румунську.